# Hayti, South Dakota
Hayti är administrativ huvudort i Hamlin County i South Dakota. Enligt 2020 års folkräkning hade Hayti 393 invånare.